# Rei solitário
Um Rei solitário é uma situação no jogo de xadrez onde o enxadrista fica apenas com o Rei sobre o tabuleiro enquanto as outras peças foram capturadas.
Em algumas versões mais antigas como por exemplo no Xatranje, deixar o Rei solitário era um dos métodos de vitória. A exceção a regra era quando um oponente que ficou com o Rei solitário capturar a última peça adversária no movimento seguinte, deixando o adversário com o Rei solitário também. Esta situação, conhecida como "Vitória medinese", era algumas vezes considerada como empate. Em outras variantes regionais como no Tibete, esta condição era considerada um empate.
Nas regras do xadrez moderno, um enxadrista não perde automaticamente quando fica com o Rei solitário e pode continuar jogando. Entretanto, um Rei solitário não pode dar xeque e muito menos xeque-mate, limitando-se portanto a buscar uma situação de empate. O empate pode ser alcançado por afogamento ou quando o oponente excede o limite de tempo. Se ambos os jogadores estão com o Rei solitário, o resultado também é um empate.